# Kukulcania hibernalis
Kukulcania hibernalis är en spindelart som först beskrevs av Nicholas Marcellus Hentz 1842.  Kukulcania hibernalis ingår i släktet Kukulcania och familjen Filistatidae. Inga underarter finns listade i Catalogue of Life.